# 大洞國光
大洞 國光（おおほら くにみつ、1920年2月27日 - 没年不明）は、日本の経営者。角川書店社長を務めた。愛媛県出身。

## 経歴・人物
1941年に明治大学専門部貿易科を卒業し、1947年に角川書店に入社した。1979年に常務に就任し、1992年に専務を経て、1993年9月には社長に就任。大株主である角川家の意向でわずか1か月で退任。